# 응암역
응암역(鷹岩驛, Eungam Station)은 서울특별시 은평구 역촌동과 신사동에 걸쳐 있는 서울 지하철 6호선의 지하철역이다.
신내역이나 봉화산역을 출발하여 이 역에 진입한 응암순환행 열차는 이 역에 도착하여 행선지를 신내행이나 봉화산행으로 바꾸고 단선 구간인 응암 순환 구간을 역촌역 방향으로 편도 운행하며, 이 때문에 구산동에서 불광동 방향으로 갈 때 환승역의 역할을 하고 있다. 일부 열차는 응암 순환 구간을 거친 후 이 역에 종착하기도 한다. 심야에 1편성이 주박한다.

## 역사
- 2000년 12월 15일 : 서울 지하철 6호선 응암 ~ 상월곡 구간 개통과 함께 영업 개시

## 구조
1면 2선의 섬식 승강장이며, 역촌역 방향 승강장은 곡선, 새절역 방향 승강장은 직선이다. 역촌동과 신사동에 걸쳐 있으며, 스크린도어가 설치되어 있다. 응암 순환 구간의 시작점으로, 역사의 형태는 전체적으로 Y자 형태를 이룬다. 출구는 4개가 있는데, 1·4번 출구는 신사동에 있고, 2·3번 출구는 역촌동에 있다.

### 승강장
| 구산 / 역촌 ↑ |
| 2 1 \|        |
| ↓ 새절        |

| 1 | ● 서울 지하철 6호선 | 역촌 · 불광 · 독바위 · 구산 방면                   |
| 2 | ● 서울 지하철 6호선 | 디지털미디어시티 · 월드컵경기장 · 합정 · 신내 방면 |

## 역 주변
- 신사1동
- 신사1동주민센터
- 신사종합사회복지관
- 서울특별시서부교육지원청 Wee센터
- 서울특별시서북병원 방면
- 서울역촌초등학교
- 서울기독대학교
- 역촌노인복지관
- 은평지역자활센터
- 역촌동
- 서울서부경찰서
- 서부종합시장
- 응암1동
- 응암시장
- 신진과학기술고등학교
- 불광천
- 은명초등학교

## 이용객 변동
2000년 자료는 개통일인 2000년 12월 15일부터 12월 31일까지 총 17일간의 집계를 반영한 것이다.
| 노선  | 노선    | 일평균 인원수 (명/일) | 일평균 인원수 (명/일) | 일평균 인원수 (명/일) | 일평균 인원수 (명/일) | 일평균 인원수 (명/일) | 일평균 인원수 (명/일) | 일평균 인원수 (명/일) | 일평균 인원수 (명/일) | 일평균 인원수 (명/일) | 일평균 인원수 (명/일) | 각주  |
| 노선  | 노선    | 2000년                | 2001년                | 2002년                | 2003년                | 2004년                | 2005년                | 2006년                | 2007년                | 2008년                | 2009년                | 각주  |
| ----- | ------- | --------------------- | --------------------- | --------------------- | --------------------- | --------------------- | --------------------- | --------------------- | --------------------- | --------------------- | --------------------- | ----- |
| 6호선 | 승차    | 5,847                 | 8,197                 | 10,544                | 11,901                | 12,994                | 13,506                | 13,537                | 13,723                | 14,012                | 14,108                | [ 2 ] |
| 6호선 | 하차    | 5,347                 | 7,352                 | 9,666                 | 11,027                | 12,141                | 12,858                | 12,831                | 13,022                | 13,325                | 13,438                | [ 2 ] |
| 6호선 | 승·하차 | 11,195                | 15,549                | 20,210                | 22,928                | 25,135                | 26,365                | 26,368                | 26,746                | 27,337                | 27,546                | [ 2 ] |
| 노선  | 노선    | 2010년                | 2011년                | 2012년                | 2013년                | 2014년                | 2015년                | 2016년                | 2017년                |                       |                       | [ 2 ] |
| 6호선 | 승차    | 14,446                | 15,252                | 16,235                | 17,032                | 17,523                | 17,765                | 17,929                | 17,947                |                       |                       | [ 2 ] |
| 6호선 | 하차    | 13,809                | 14,631                | 15,725                | 16,456                | 16,912                | 17,102                | 17,300                | 17,487                |                       |                       | [ 2 ] |
| 6호선 | 승·하차 | 28,254                | 29,883                | 31,960                | 33,488                | 34,435                | 34,867                | 35,229                | 35,434                |                       |                       | [ 2 ] |

## 사진

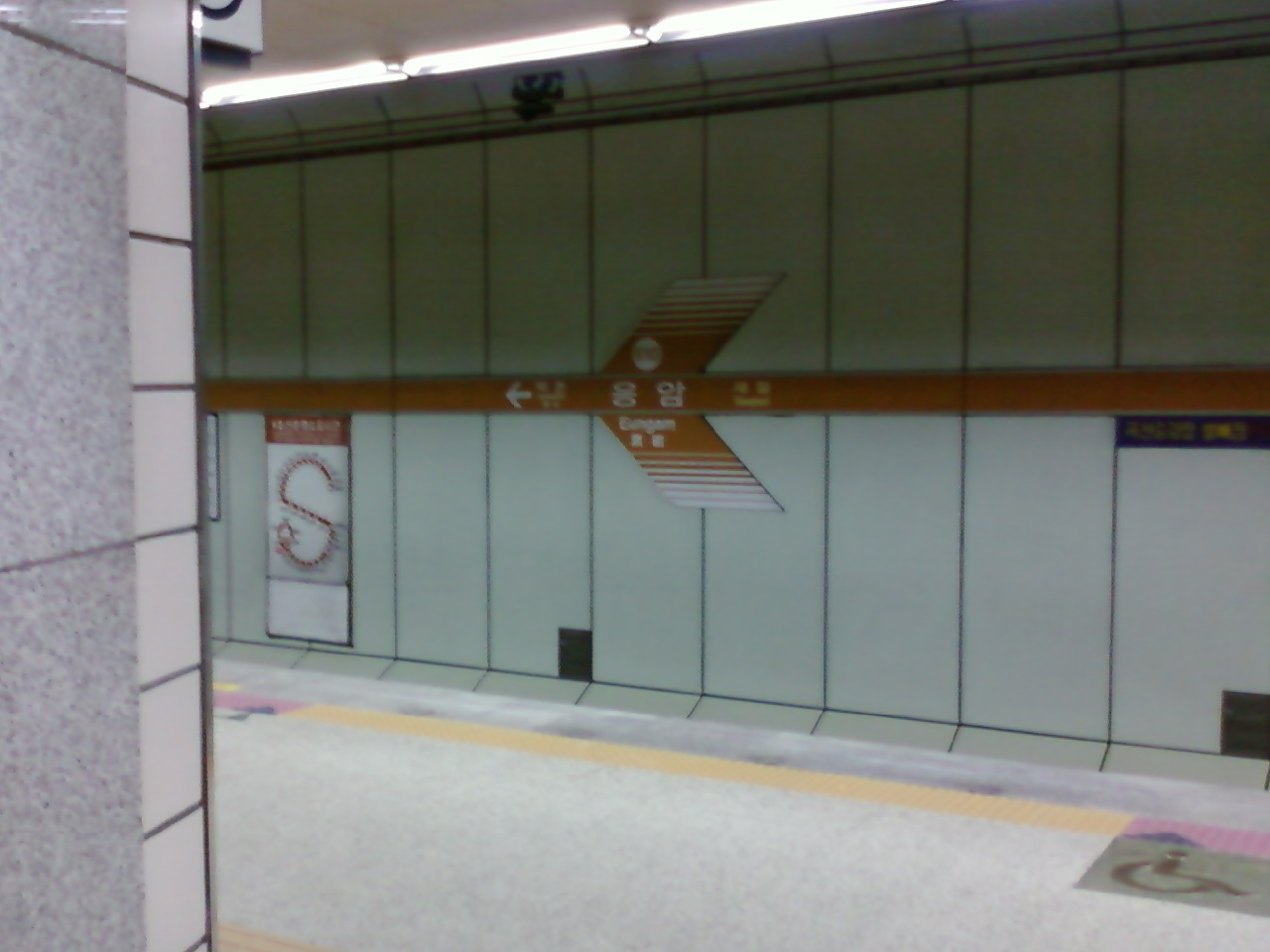
응암순환(봉화산 방향 일반) 승강장(스크린도어 설치,봉화산역~신내역 연장 개통,서울교통공사 통합 전)

## 인접한 역
| 서울 지하철 6호선  | 서울 지하철 6호선                  | 서울 지하철 6호선  |
| ------------------ | ---------------------------------- | ------------------ |
| 616 새절 신내 방면 | ● 서울 지하철 6호선 상행(응암순환) | 611 역촌 응암순환  |
| 615 구산 응암순환  | ● 서울 지하철 6호선 하행           | 616 새절 신내 방면 |